# Marthe Dorlet
Pour les articles homonymes, voir Dorlet.
Marthe Dorlet, née le 27 août 1899 à Cormeilles-en-Parisis et morte le 13 avril 1986 à Sully-sur-Loire, est une peintre française.

## Biographie
Fille d'Henri Dorlet (1874-1915), employé de son père receveur des rentes, et de Marie Colas (née en 1872), Marthe Dorlet peint des fleurs, natures mortes, paysages, portraits et nus. Elle devient membre du Salon d'hiver en 1929 et expose au Salon des Tuileries ainsi qu'au Salon des indépendants. A partir de 1934, elle expose au Salon d'Automne. Elle travaille également avec Suzanne Valadon de 1934 à 1937.

## Œuvre
En 1934, Marthe Dorlet présente une violente Algérienne Accroupie au Salon d'Automne « sans s’embarrasser des prescriptions d'école ».
Parmi les artistes de l'Atelier Pigalle en juin 1938, elle arrive 5e dans les préférences de Gaston Poulain de la revue La Vie intellectuelle, derrière Maurice Georges Poncelet, André Planson, Gérard Lescot et László Ney (en). Le même journaliste estime en juin 1939 que Dorlet tient de Suzanne Valadon et de Samson Flexor. La même année, elle expose L'atelier et Fleurs à la fenêtre au Salon des indépendants. L'année suivante, elle présente La fenêtre ouverte et Un matin rue Lepic au même salon. L'année d'après, elle expose Nu à l'atelier et Paysage.
Dorlet est une « délicate coloriste » pour Georges Turpin qui estime ses « trouvailles harmoniques fort passionnantes » même s'il regrette qu'elle ne s'exalte pas plus, qu'elle ne se contraigne pas moins et ne se laisse pas aller à son émotion. Fernand Demeure du Matin trouve ses peintures « pimpantes » mais que ses « gouaches manquent de consistance ». Paul Sentenac lui trouve que Dorlet réalise dans ses gouaches et peintures, exposées à la galerie Krohg, « des voisinages de tonalités bien accordées ». En 1945, elle présente Composition et Nature morte au Salon des indépendants et Les Citrons au Salon d'Automne. En 1947, elle présente Composition et Maternité au Salon des indépendants, puis Lilas et Vitrine de céramiques en 1948.

## Collections publiques
- Le petit Benjamin, huile sur isorel, Centre national des arts plastiques[17].

## Expositions
- 1936 : Galerie Belles Pages, Paris[18].
- 1936 : Salon de l'Île-de-France, Paris[19].
- 1938 : Galerie Barreiro, Paris[20].
- 1939 : Galerie Carmine, Paris[6].
- 1939 : Maisons des intellectuels, Paris[21].
- 1941 : Le chant de Paris, galerie Matières et Formes, Paris[22].
- 1941 : Visages de femmes, Galerie René Breteau, Paris[23].
- 1942 : Galerie René Breteau, Paris[24].
- 1943 : Galerie René Breteau, Paris[10].
- 1943 : Salon des Tuileries, Paris[25].
- 1944 : 60e Salon de l'Union des femmes peintres et sculpteurs, Paris[26].
- 1944 : Galerie Lucy Krohg, Paris[27].
- 1946 : Galerie « Sept », Paris[28].
- 1963 : Salon artistique franco-espagnol, Talence[29].
- 1964 : Galerie de l'Ami des Lettres, Bordeaux[30].